# Château de Meilly-sur-Rouvres
Le château de Meilly-sur-Rouvres est une ferme fortifiée XVe siècle  située à Meilly-sur-Rouvres  (Côte-d'Or) en Bourgogne-Franche-Comté .

## Localisation
Le château est situé en terrain plat, rue du Tillot, entre les deux hameaux qui composent la commune.

## Historique
L'existence d'une maison forte appartenant au domaine ducal est avérée à Meilly dès 1332. En 1340, elle est vendue par Hugues IV à Guillaume Gallois de La Baume. Transformée en véritable forteresse, elle subit de graves dégradations au XVe siècle où elle passe des mains de Claude de Gellant en 1451 à celles de Jean de La Palu, baron de Belligneux en 1584. Reconstruit au milieu du XVIIe siècle le château-fort est racheté en 1734 par Jean Charles Coste de Champeroux, conseiller du roi. En 1869, Garnier note : Meilly : château-fort détruit. Les restes des bâtiments sont remaniés à la fin du XIXe siècle et l'extrémité nord-ouest du logis est démolie vers 1930[réf. souhaitée].

## Architecture
Du château médiéval ne subsiste que la base d'une tour circulaire, incluse dans un mur de soutènement bordant la partie conservée des douves au sud-est du logis. Celui-ci comprend un étage de soubassement voûté d'arêtes, un rez-de-chaussée surélevé et un étage carré, desservi par deux escaliers en pierre. Il est flanqué à l'est d'un corps de passage en pierre de taille à l'aplomb d'un portail. Au sud du logis se un bâtiment isolé abrite les écuries qui semble dater du début du XIXe siècle en remploi d'éléments du XVIIe siècle dans sa partie centrale. Au nord-est, les trois grands bâtiments en U des communs encadrent une vaste basse-cour. Le bâtiment nord, dans l'axe du logis, est traversé en son milieu par un passage couvert avec portail en anse-de-panier. Ce bâtiment est flanqué de deux pavillons à deux étages.[réf. souhaitée]